# E小調
e小調是從E音開始的音樂的小調，調號以1個升號表示，自然小調中的組成的音有E、F♯、G、A、B、C、D及E。
當e小調以和聲小調顯現時，導音D會變成D♯，而在旋律小調上，上行下中音和導音均會升高為C♯及D♯．下行時則還原。
它的關係調是G大調，並行大調是E大調。

## 以e小調命名的著名作品
e小調是一個頗常見的調號，因此有不少著名作品都是以此為調號。
- 布拉姆斯：第4號交響曲
- 蕭邦：第19號夜曲，作品72

　　　第1號鋼琴協奏曲
　　　第14號圓舞曲，作品B.56（補遺）
　　　第4號前奏曲，作品28-4
- 德伏扎克：新世界交響曲

　　　　　第10號斯拉夫舞曲，作品72-2
- 艾爾加：大提琴協奏曲
- 海頓：第44號交響曲
- 弗里茨·克萊斯勒：前奏曲與快板
- 孟德爾遜：小提琴協奏曲，作品64
- 帕格尼尼：24首小提琴獨奏隨想曲－第3及第15首
- 浦羅哥菲夫：《羅密歐與茱麗葉》中的「武士之歌」

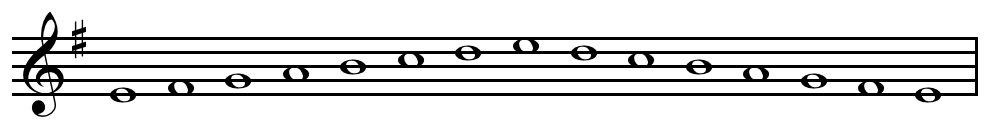
e小調自然音階－上行及下行。

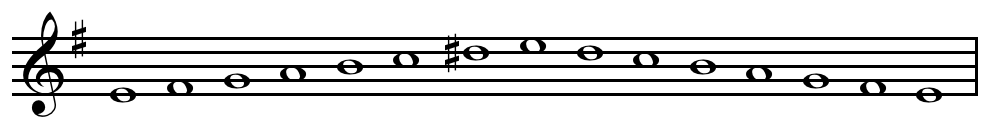
e小調和聲音階－上行及下行。

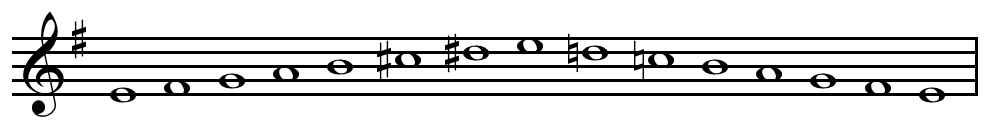
e小調旋律音階－上行及下行。

- 拉赫曼尼諾夫：第2號交響曲

　　　　　　　《無言之歌》，作品34-14
- 蕭士達高維契：第10號交響曲
- 西貝流士：第1號交響曲
- 柴可夫斯基：第5號交響曲
- 佛漢·威廉士：第6號交響曲
- 韋華第：巴松管協奏曲，RV 484